# Young Thug
Young Thug, de son vrai nom Jeffery Lamar Williams (né le 16 août 1991 à Atlanta, en Géorgie), est un rappeur et chanteur américain. Young Thug signe en 2013 un premier contrat sur le label de Gucci Mane, 1017 Brick Squad Records. Il devient populaire en 2014 avec son apparition sur les singles à succès About the Money et Lifestyle, ce dernier ayant atteint la 16e place du Billboard Hot 100.
Arrêté en mai 2022, Young Thug est accusé d’être le chef d'un gang impliqué dans des meurtres, du trafic de drogue et des vols de voiture avec violence. Après deux ans de détention, il plaide coupable en octobre 2024.

## Biographie

### Jeunesse et débuts (1991–2013)
Jeffery Lamar Williams nait le 16 août 1991 à Atlanta, en Géorgie ; il est le deuxième plus jeune d'une fratrie de 11 enfants. C'est un de ses frères, Josslyn Linghou, qui l'aidera à s'introduire dans le milieu du rap. Williams est originaire de Sylvan Hills, un quartier de la Zone 3 d'Atlanta.
Après la publication de trois opus de sa série de mixtapes I Came from Nothing entre 2011 et 2012, Young Thug attire l'attention du rappeur d'Atlanta Gucci Mane, qui le signe sur son label 1017 Brick Squad Records, une empreinte d'Asylum/Atlantic, au début de 2013,. Thug publie son premier projet, sa quatrième mixtape, sur le label 1017 Thug. La mixtape est positivement accueillie par l'ensemble de la presse spécialisée, principalement pour son style original. 1017 Thug est citée dans de nombreuses listes musicales de 2013, comme la liste des meilleurs albums de l'année par Pitchfork : mention honorable et la liste des 50 meilleurs albums de 2013 par Complex. Le magazine britannique FACT la considère comme la meilleure mixtape de 2013, Rolling Stone le place cinquième dans son classement des 10 meilleures mixtapes de 2013 et The Guardian la classe parmi son top 5 des meilleures mixtapes de 2013.
Le titre Picachu est considérée comme le meilleur de la mixtape, bien qu'il ne soit pas publié en tant que single,,.
En juillet 2013, Complex le cite dans sa liste des 25 nouveaux rappeurs à observer. En octobre 2013, Young Thug publie son premier single commercial, Stoner. Des remixes non officiels sont composés par plusieurs artistes comme Wale, Jim Jones, Jadakiss, Iamsu! et Trick-Trick, notamment. Thug exprime son désaccord concernant ces remixes. Sa chanson Danny Glover est également remixée par Waka Flocka Flame et Nicki Minaj. En décembre 2013, Thug joue au Fool's Gold Records Day Off Show à Miami, aux côtés de Danny Brown, Trick Daddy et Travis Scott.

### Popularité et problèmes de label (2014)
Le 18 janvier 2014, Young Thug révèle s'être vu offrir 1,5 million $ pour signer au label Freebandz du rappeur Future, et se retrouve incertain quant à son avenir au label 1017 Brick Squad Records. En mars 2014, l'affiliation de Young Thug avec Cash Money Records et son directeur-général Birdman, mènent à des rumeurs selon lesquelles il serait signé sur ce label, ce que ce dernier dément. Le 28 mars 2014, Ronald « Caveman » Rosario, directeur d'Urban Music à 101 Distribution, clarifie la situation, expliquant que Young Thug a signé un contrat de management avec le label Rich Gang de Birdman, et qu'il est toujours signé chez 1017 Brick Squad.
En 2014, Thug enregistre plusieurs chansons avec Kanye West, qui le félicite par sa capacité à conclure rapidement ses chansons. Thug annonce quelques futures mixtapes avec Rich Homie Quan, Chief Keef et Bloody Jay. Young Thug pose pour la couverture du magazine The Fader de mars 2014. Le 11 mars 2014, son premier single Stoner, est envoyée à la radio rhythmic contemporary nationale par Asylum et Atlantic Records. Le 24 mars 2014, Thug annonce le titre de son prochain album, Tha Carter VI, en référence à la série d'albums Tha Carter de Lil Wayne, qui sera une inspiration essentielle pour Young Thug. Deux jours plus tard, il est révélé que Young Thug est en train de travailler sur un album collaboratif avec le producteur américain Metro Boomin, intitulé Metro Thuggin et prévu pour printemps 2014. La première chanson du projet, The BLanguage, reprend des éléments de la chanson Thz Language de Drake, publiée le même jour. En avril 2014, Young Thug publie une chanson produite par 808 Mafia, Eww, nommée comme l'une des cinq meilleures chansons par XXL. La chanson est annoncée dans le premier album de Thug, qui inclut également un couplet de Drake.
Le 17 juin 2014, Kevin Liles confirme la signature officielle de Young Thug sur le label 300 Entertainment de Lyor Cohen. Le 1er juillet 2014, Asylum Records et Atlantic Records publient officiellement la chanson Danny Glover de Young Thug, renommée 2 Bitches. Le même jour, Mass Appeal Records publie Old English, le premier single de leur compilation Mass Appeal Vol. 1, qui fait également participer ASAP Ferg et Freddie Gibbs,. Le 16 octobre 2014, le premier single de la compilation Rich Gang 2 de Cash Money Records, intitulé Take Kare, en featuring avec Young Thug et Lil Wayne, est publié.

### Barter 6etSlime Season(2015)
Le premier album de Thug est annoncé sous le titre Tha Carter VI, une suite de l'album à venir de Lil Wayne, Tha Carter V. Lil Wayne, cependant, n'apprécie pas cette situation, donnant l'ordre à son public en 2015 d'« arrêter d'écouter » du Young Thug. Thug change de titre pour Barter 6 et souhaite en faire une mixtape plutôt qu'un album. Young Thug annonce, le 18 avril 2015, un premier album studio intitulé Hy!£UN35, traduit en HiTunes. Il est annoncé pour le 28 août au label Atlantic Records. En 2015, une douzaine de chansons inédites de Young Thug est diffusée sans permission sur Internet. Thug publie alors la série de mixtapes Slime Season et Slime Season 2.
Le 4 février 2016, Young Thug publie une mixtape intitulée I'm Up. Le 19 février 2016, Young Thug signait sur le label Def Jam, Ca$h Money et Young Money, comme l'ont fait précédemment Lacrim et K-Major sur Hy!£UN35. Le 9 juillet 2016, il annonce une mixtape auto-intitulée Jeffery. Selon Lyor Cohen, dirigeant de 300 Entertainment, Young Thug changera son nom pour No, My Name Is Jeffery. Le 16 août 2016, Thug annonce changer son nom pour Jeffery le temps d'une semaine après la publication de la mixtape Jeffery.

### DeJefferyàSuper Slimey(depuis 2016)
Durant l'été 2016, il est pressenti par certains média(s) pour devenir la prochaine égérie de la marque Puma. En novembre 2016, il annonce avoir lancé son propre label appelé YSL Records. Thug fournit les morceaux vocaux pour le morceau Sacrifices de Drake et Ice Melts sur l'album More Life.
En mai 2017, il participe au morceau Bankroll de Diplo avec Justin Bieber et Rich the Kid,,,. En 2017 toujours, il publie son nouvel album studio, intitulé Beautiful Thugger Girls.

## Vie privée
Le 26 février 2014, Young Thug est appréhendé à Atlanta pour possession de substance illégale, conduite sans ceinture de sécurité, et conduite dangereuse.
Il est marié à Jerrika Karlae[Quand ?], et a 6 enfants avec 4 mères différentes[réf. nécessaire]. Il est en couple depuis 2022 avec la chanteuse Mariah the Scientist (en).

## Affaires judiciaires
Le 24 septembre 2017, Thug a été arrêté à Brookhaven, en Géorgie , pour de multiples accusations de possession de drogue et de possession d'une arme à feu. Il a été libéré sous caution trois jours plus tard. 
Le 7 septembre 2018, il a été accusé de possession et d'intention de distribuer de la méthamphétamine, de l'hydrocodone et de la marijuana. Il a également été accusé de possession d'amphétamine , d'alprazolam , de codéine (2 chefs d'accusation) et d'une arme à feu, cet acte d'accusation était lié à son arrestation en 2017
Le 9 mai 2022, Thug est arrêté à Atlanta. Il est accusé d’être le chef du gang « YSL » impliquée dans des meurtres, du trafic de drogue et des vols de voiture avec violence. Young Thug et Gunna faisaient partie des 28 personnes associées à YSL qui ont été inculpées dans un acte d'accusation de 56 chefs d'accusation en vertu de la loi sur les organisations corrompues et influencées par le racket (RICO) devant un tribunal d'État.  À la suite d'une perquisition à son domicile, il a été inculpé de 7 crimes supplémentaires liés à la possession de substances illégales et d'armes à feu illégales. Il a été détenu à la Cour supérieure du comté de Fulton. Il est jugé dans un « procès tentaculaire » pour crime organisé.
Le 31 octobre 2024, le rappeur accepte finalement de plaider coupable. Il est remis en liberté. Selon le New York Times, il est condamné à 15 ans de mise à l'épreuve en plus du temps passé en détention depuis son arrestation en mai 2022.

## Discographie

### Album studio
- 2019 : So Much Fun
- 2021 : Punk
- 2023 : Business Is Business

### EP
- 2018 : Hear No Evil
- 2018 : On the Rvn

### Mixtapes
- 2011 : I Came from Nothing
- 2011 : I Came from Nothing 2
- 2012 : I Came from Nothing 3
- 2013 : 1017 Thug
- 2014 : Black Portland (avec Bloody Jay)
- 2014 : LA Flare (avec Gucci Mane)
- 2014 : The Purple Album (avec Gucci Mane)
- 2014 : 1017 Thug 2
- 2014 : 1017 Thug 3 - The Finale
- 2014 : Rich Gang Tha Tour: Part 1 (avec Birdman et Rich Homie Quan)
- 2015 : Barter 6
- 2015 : Slime Season
- 2015 : Slime Season 2
- 2016 : I'm Up
- 2016 : Slime Season 3
- 2016 : Jeffery
- 2017 : Beautiful Thugger Girls
- 2017 : Super Slimey (avec Future)
- 2018 : Slime Season 4
- 2018 : Slime Language
- 2020 : Slime & B (avec Chris Brown)
- 2021 : Slime Language 2